# Многорядник защищённый
Многорядник защищённый (лат. Polystichum munitum) — вечнозелёный многолетний папоротник, вид рода Многорядник (Polystichum) семейства Щитовниковые (Dryopteridaceae). Североамериканский вид. Натурализован в Великобритании и Ирландии.

## Описание
Вечнозелёное многолетнее травянистое растение. Вайи тёмно-зелёные вырастают от 50 до 180 см, расположены в плотном пучке, расходящемся радиально от круглого основания. Листовые пластинки одноперистые, с перьями, чередующимися на стебле. Каждое перо имеет длину от 1 до 15 см, с небольшой направленной вверх долей у основания, края зазубрены с щетинистыми кончиками на зазубринах. За пределами направленной вверх доли перья имеют широко линейную форму, обычно с постепенным сужением и слегка изогнуты к дистальному концу вайи. Отдельные вайи живут от полутора до 2,5 лет и остаются прикрепленными к корневищу после увядания. Когда вайи появляются весной, они сгибаются назад и закручены только на кончике. У молодых растений вайи более бледно-зелёные и с более короткими перьями.
Сорусы круглые, расположены в два ряда по обе стороны от средней жилки каждого пера и покрыты центрально прикреплённым зонтиковидным индузием с бахромчатыми краями. Споры светло-жёлтые. В глубокой тени вайи растут почти горизонтально, но с увеличением солнечного света вырастают более вертикальными. 

Внешний вид многорядника защищённого
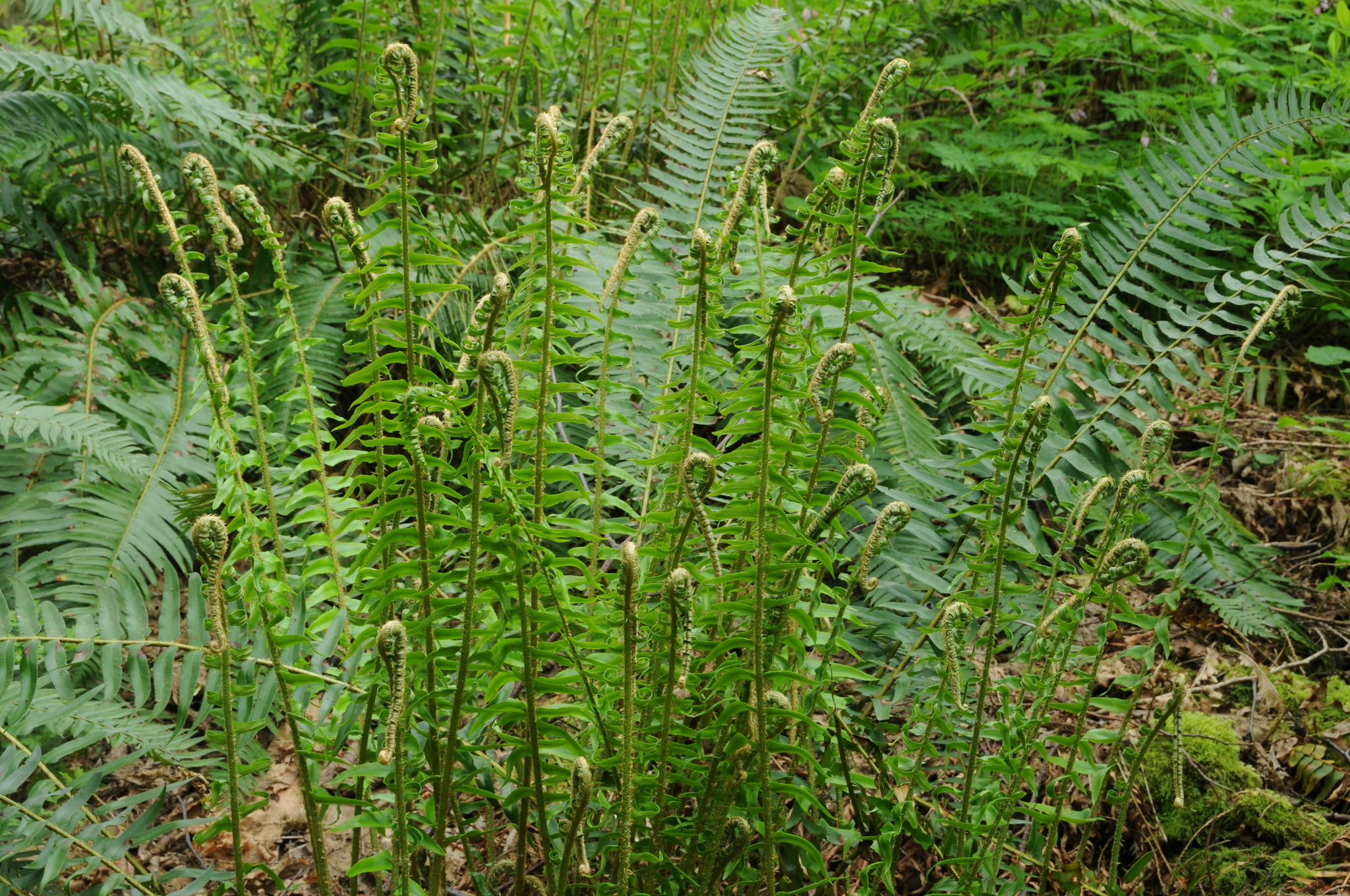
Молодые вайи
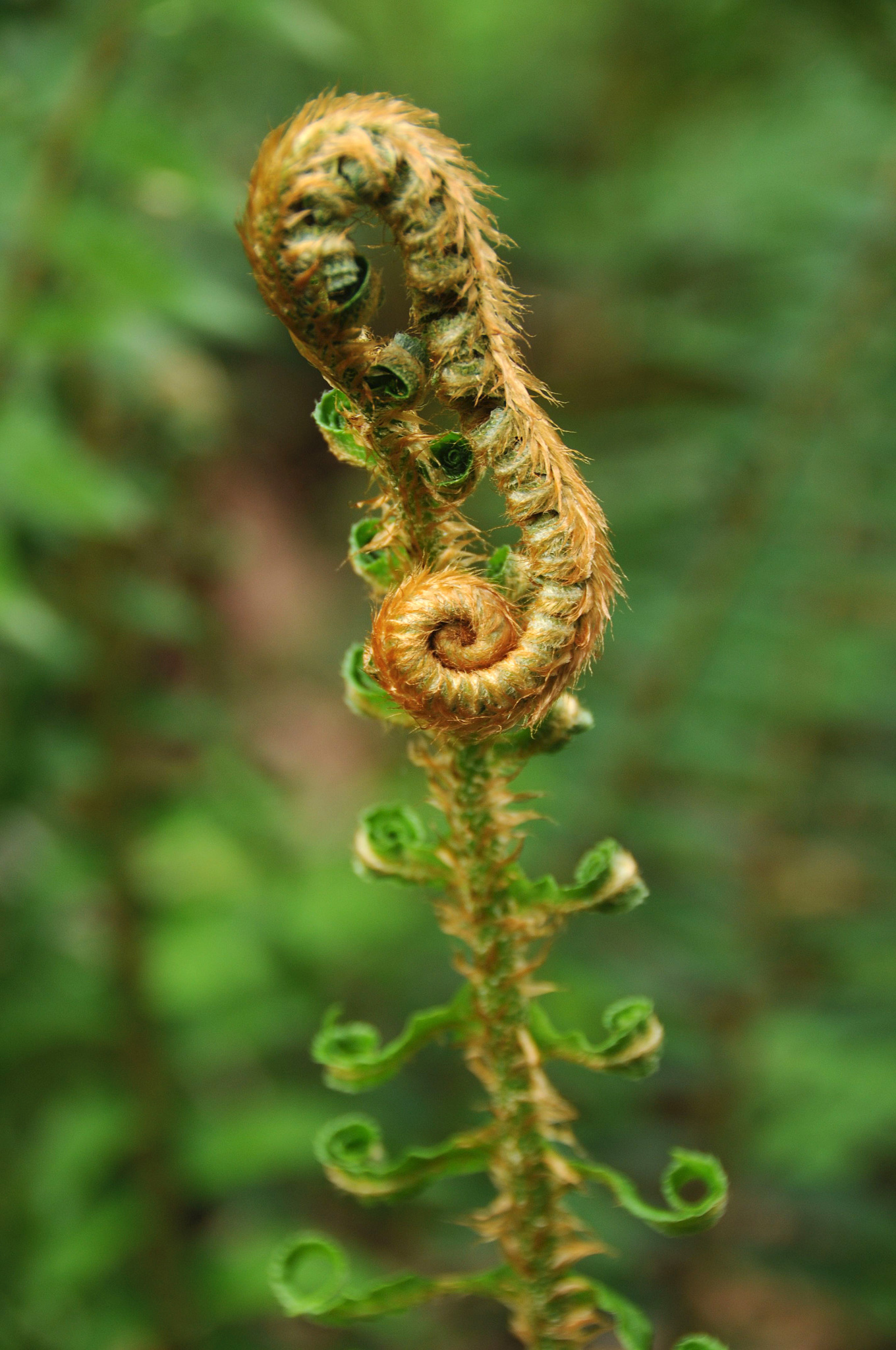
Молодой побег
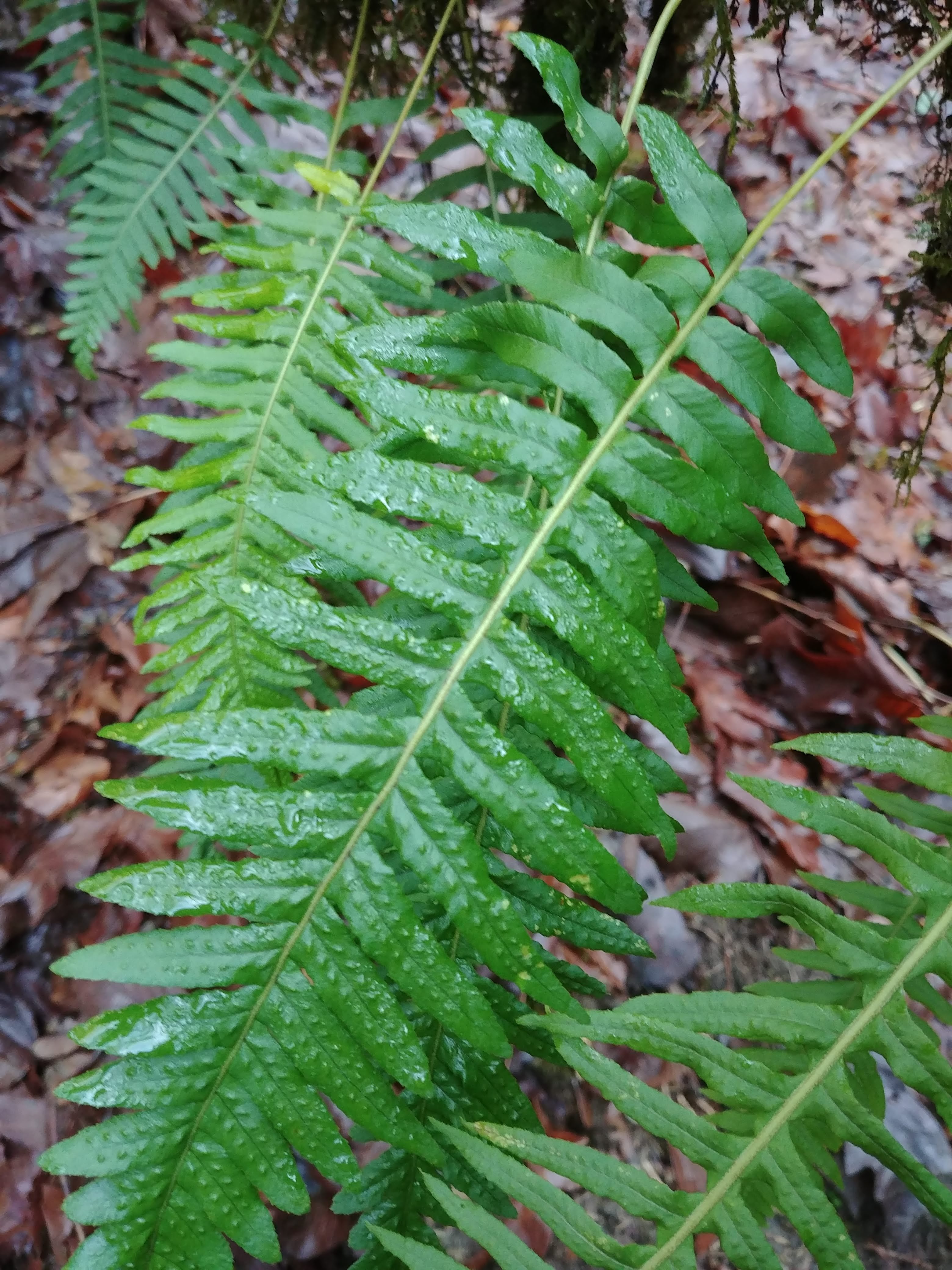
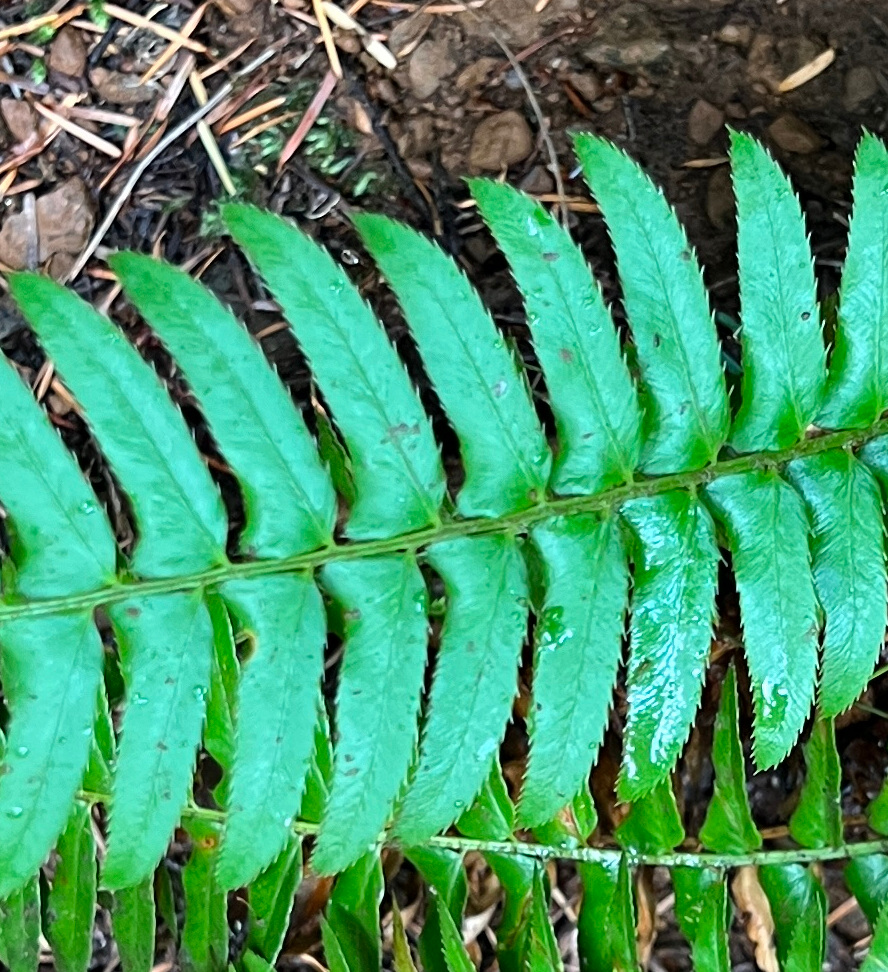
Вайя
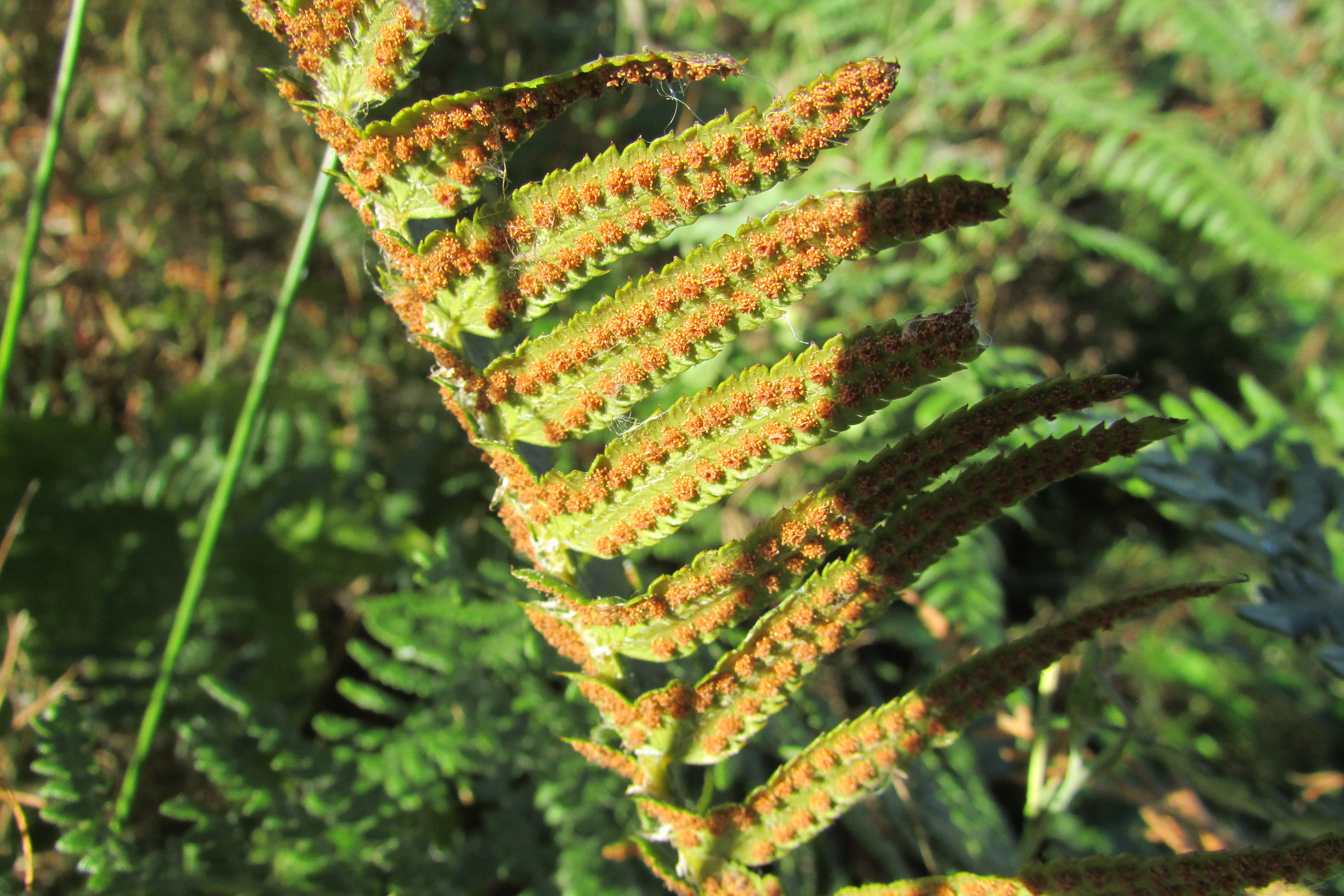
Сорусы
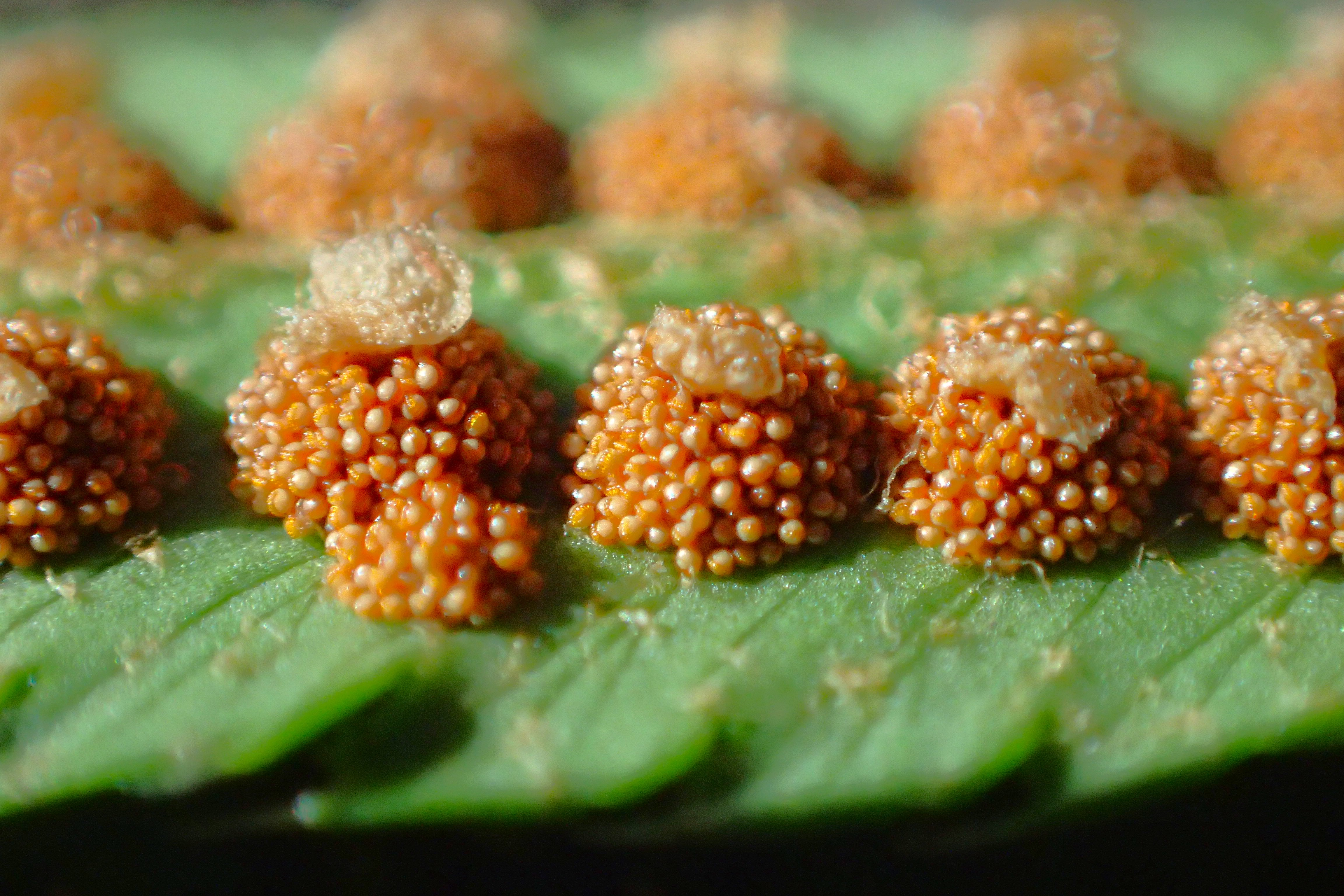
Сорусы

## Распространение и местообитание
Произрастает на западе Северной Америки, где является одним из самых распространённых папоротников в лесных районах. Встречается вдоль побережья Тихого океана от юго-востока Аляски до юга Калифорнии, а также на востоке от побережья до юго-востока Британской Колумбии, северного Айдахо и западной Монтаны, с изолированными популяциями в северной Британской Колумбии, Блэк-Хиллз в Южной Дакоте и острове Гваделупе у побережья Нижней Калифорнии (Мексика).
Предпочтительная среда обитания многорядника защищённого — подлесок влажных хвойных лесов на низких высотах. Лучше всего растёт на хорошо дренированной кислой почве с богатым гумусом и мелкими камнями. Очень устойчив и переживает случайные засухи, но спороносит только при постоянной влажности и предпочитает прохладную погоду.

Многорядник защищённый в природе
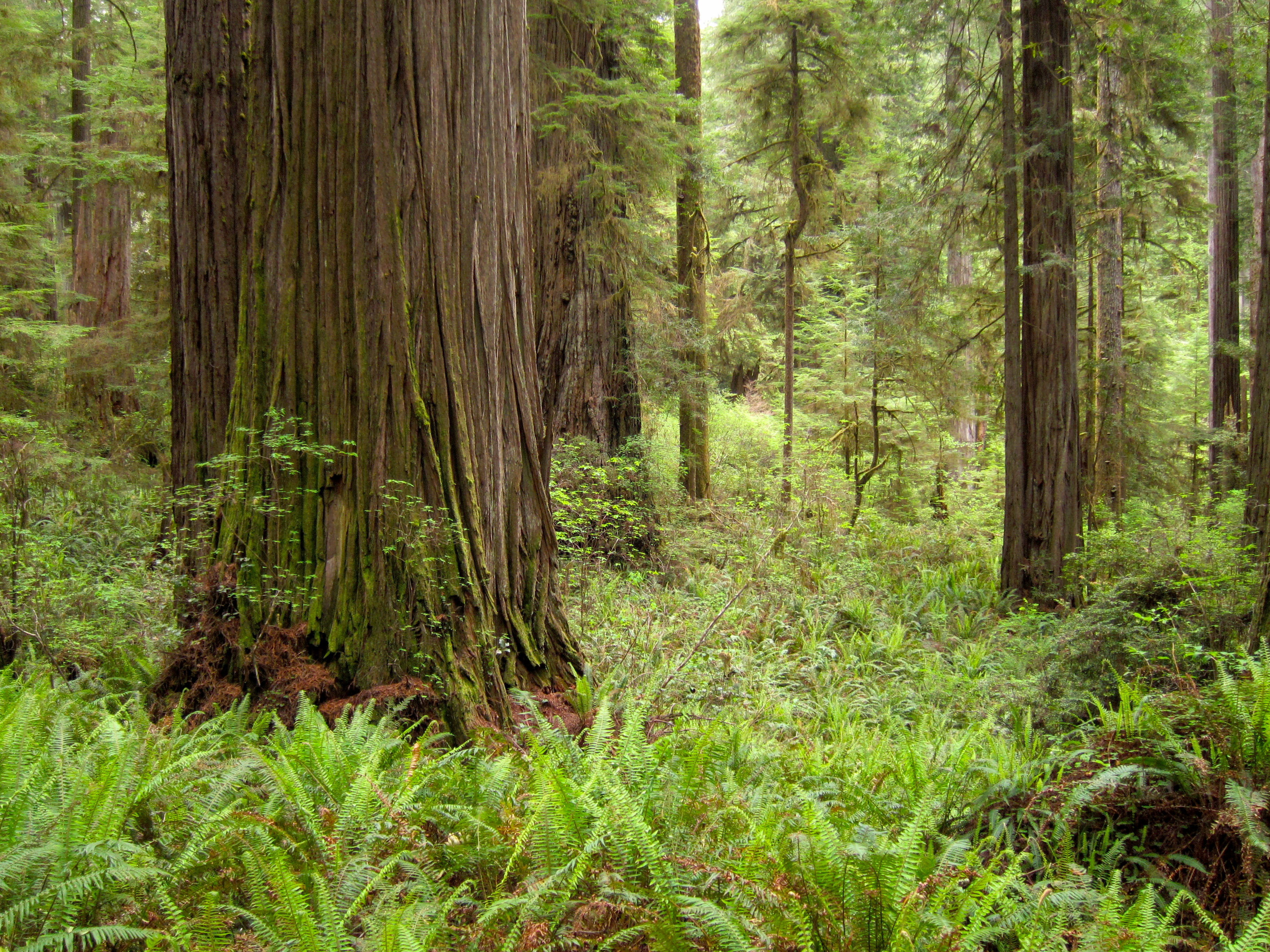
Папоротник в Секвойном парке Джедедайя Смита
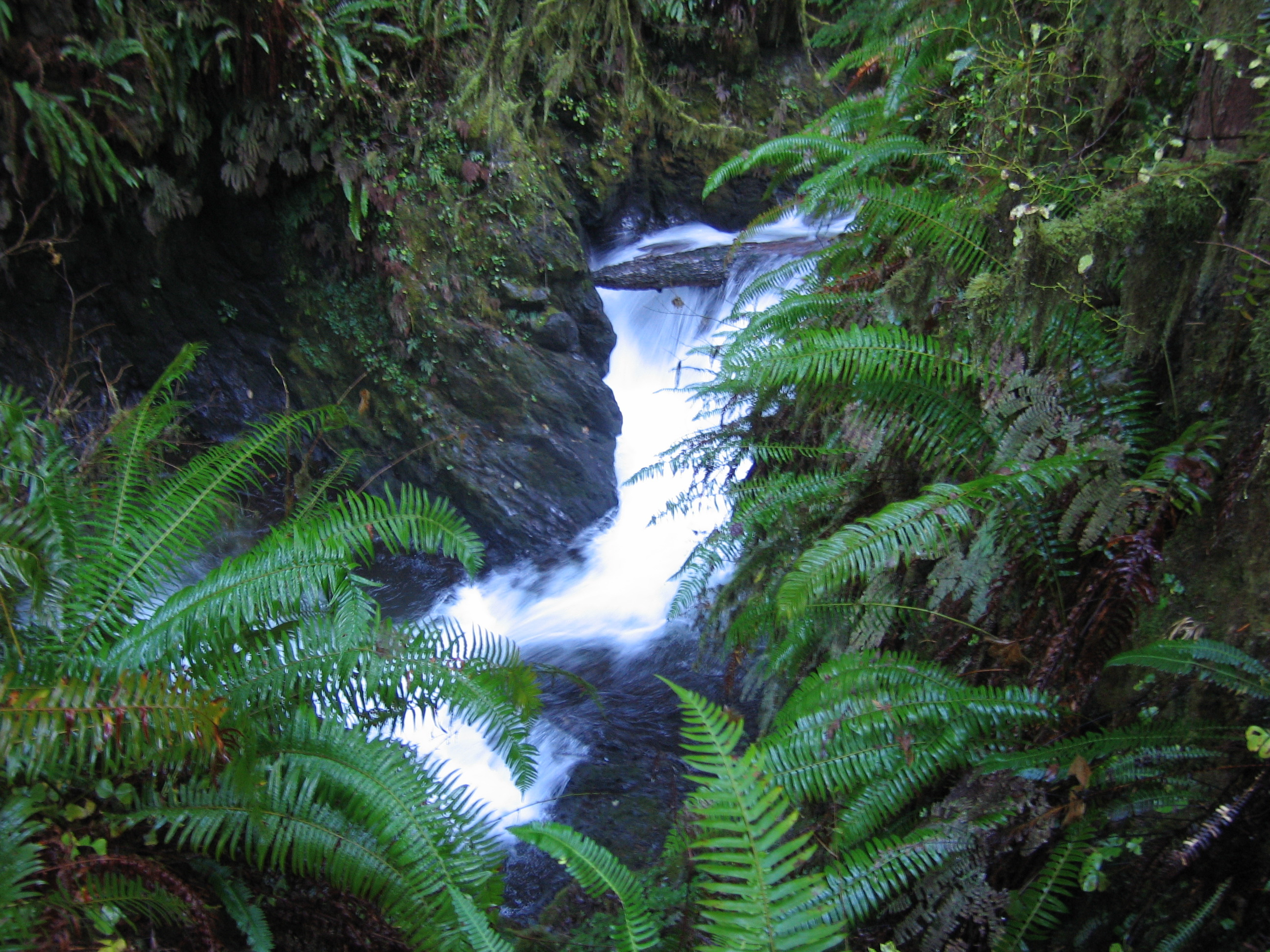
На берегу озера Куинолт, штат Вашингтон
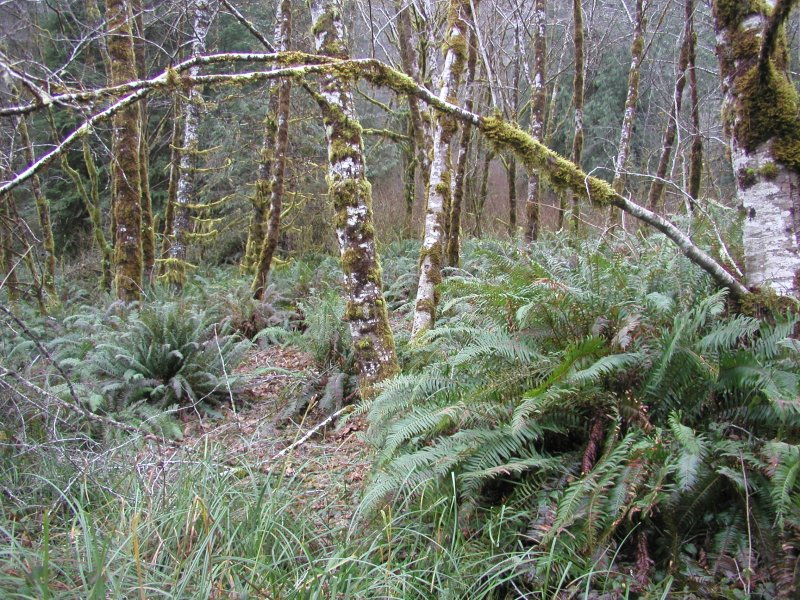
Вблизи реки на побежье Орегона
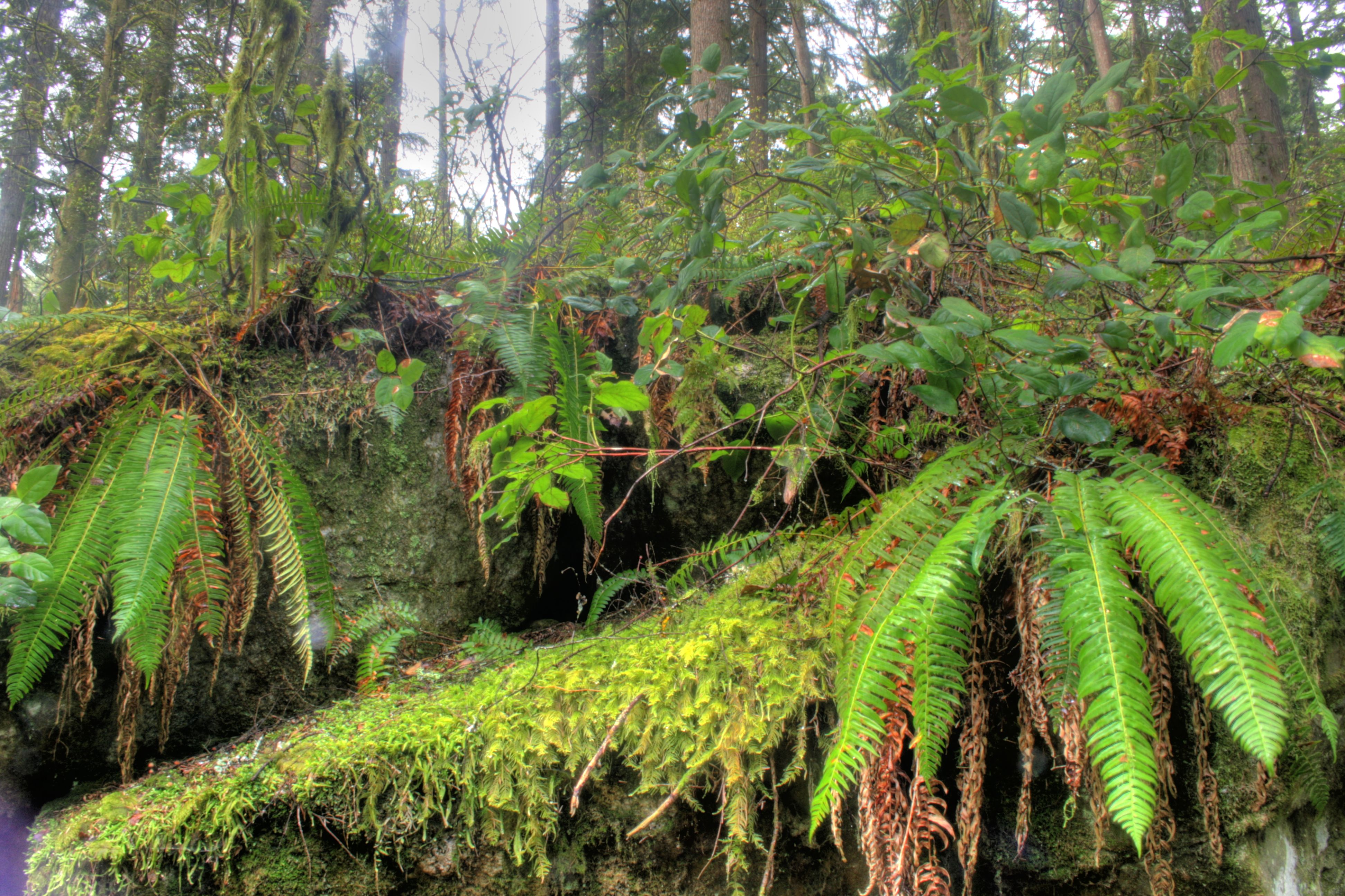
На каменистом берегу, Британская Колумбия

## Культивирование
Вид широко культивируется как декоративное растение. При выращивании он также хорошо реагирует на регулярное лёгкое удобрение. Хотя этот папоротник является излюбленным объектом садоводничества в западной части Северной Америки, оказалось, что его почти невозможно удовлетворительно выращивать в восточной части континента. В Соединенном Королевстве Polystichum munitum получил премию Королевского садоводческого общества Award of Garden Merit («За выдающиеся садовые качества»).

## Использование
Прибрежные салиши в Британской Колумбии и штате Вашингтон использует это растение в качестве обезболивающего. Это традиционное использование распространилось среди туристических сообществ и молодежных скаутских организаций региона, где распространено предание о том, что сыпь от крапивы можно устранить, натирая повреждённое место спорами нижней стороны выйи папоротника.
Весной, когда другая еда была ещё недоступна, квилеты, макахи, клаллам, скуомиши, сечелты, хайды и другие коренные народы Америки жарили, очищали и ели корневища. Листья использовались для выстилания костров, для просушивания еды и в качестве наполнителя для матрасов. Растение также выращивается ради декоративной листвы, которую флористы помещают в вазы. Ветви широко использовались в других культурах. Его используют в качестве «голодной пищи», подставок под тарелки, танцевальных юбок и цветочных композиций.

## Таксономия

### Филогенетика
Согласно молекулярной филогении папоротников рода Многорядник (Polystichum), основанной на последовательностях пластидной ДНК, P. munitum наиболее тесно связан с другими североамериканскими видами Polystichum, включая западные виды Polystichum lemmonii, Polystichum scopulinum и Polystichum dudleyi, а также восточный вид Polystichum acrostichoides.

### Синонимы
В синонимику вида входят следующие названия:
- Aetopteron munitum (Kaulf.) House 1920
- Aspidium munitum Kaulf. 1824
- Dryopteris munita (Kaulf.) Kuntze 1891
- Aspidium munitum var. incisoserratum D.C.Eaton 1878
- Aspidium munitum var. nudatum D.C.Eaton 1878 publ. 1879
- Nephrodium plumula C.Presl 1825
- Polystichum munitum f. flabellatum A.A.Eatonl 1901
- Polystichum munitum var. incisoserratum (D.C.Eaton) Underw. 1900
- Polystichum munitum f. incisoserratum (D.C.Eaton) Clute & H.St.John 1928
- Polystichum munitum subsp. incisoserratum (D.C.Eaton) Piper & Beattie 1915
- Polystichum munitum subsp. nudatum (D.C.Eaton) Ewan 1942
- Polystichum munitum f. nudatum (D.C.Eaton) M.Broun 1938
- Polystichum munitum subsp. solitarium Maxon 1903
- Polystichum plumula C.Presl 1836
- Polystichum solitarium Underw. 1908